# Carnal Diafragma
Carnal Diafragma (с англ. — «Плотская диафрагма») — чешская горграйнд-группа, созданная в 1997 в Остраве.

## История
Группа Carnal Diafragma была сформирована в Остраве в 1997 году Робертом «Рожаном» Рожански (гитара, вокал), Миланом Яняком (вокал) и Михалом «Камень» Камински (ударные). Группа играла нойз и грайндкор, время от времени затрагивая темы порнограйнда, прежде чем остановиться на своем нынешнем жанре горграйнд. К ним присоединился Лукаш «Стези» Стейскал на басу, хотя он ушел в 2000 году, и его заменил Давид «Сабон» Снехота. В 2001 году Стези вернулся, и группа записала свой первый альбом Preparation of the Patients for Examination.
В 2003 году Carnal Diafragma выпустили сплит с немецкой группой Ulcerrhoea. Через год они выпустили демо-кассету Daddy's Steak. После этого Стези окончательно покинул группу. В 2006 году Carnal Diafragma записали свой второй полноформатный альбом Space Symphony Around Us. В этот момент группу покинул Kaminski, и его заменил Ондржей «Прюн» Подешва. В 2009 году Сабон и Прюн ушли, и группа взяла Либора «Порки» Филиппа на ударные и Мартина «Сабона» Снехоту (брата Дэвида) на бас-гитару. В 2011 году Carnal Diafragma записали свой третий альбом Planet of Children's Heads, и два брата Снехота снова поменялись местами.
В 2015 году группу покинул Милан Яняк, и вместо него был нанят вокалист Мартин «Кино» Вашек. В том же году был выпущен Grind Monsters, сплит-EP с мексиканской группой Fecalizer. Через год группа выпустила четвёртый полноформатник Grind Restaurant pana Septika. В июне 2017 года Порки покинул группу, и его заменил нынешний барабанщик Лукаш Елинек.

## Дискография

### Студийные альбомы
- Preparation of the Patients for Examination (2001)
- Space Symphony Around Us (2006)
- Planet of Children's Heads (2011)
- Grind Restaurant pana Septika (2017)
- The Garden Of Earthly Delights (2024)

### Остальные релизы
- We Cut Your Head and Fuck Your Neck (demo, 1998)
- 3-way split with Pissed Cunt and Rabies (1998)
- Live in Havířov (live demo, 1999)
- split with P.I.T. (2001)
- split with Ulcerrhoea (EP, 2003)
- Amore Mio (6-way split cassette, 2003)
- split with Bizarre Embalming (2004)
- Daddy's Steak (demo, 2004)
- split with Pulmonary Fibrosis (2004)
- Grind Monsters (split with Fecalizer, 2015)
- split with Purulent Spermcanal (2020)